# Model Suit Gunpla Builders Beginning G
Model Suit Gunpla Builders Beginning G (模型戦士 ガンプラ ビルダーズ ビギニングG, Mokei senshi ganpura birudāzu Biginingu G) est un anime japonais diffusé sous forme de trois OAV. Ils doivent marquer le trentième anniversaire de la célèbre franchise Gundam en mettant en scène les Gunpla, c'est-à-dire les maquettes en plastique de robots, extrêmement célèbres au Japon. Les OAV jouent donc sur les nombreuses références faites aux précédentes séries, ainsi que plus commercialement sur la présentation de ses gunpla au public,.
Ils sont diffusés pour la première fois le 10 août 2010 lors du Gundam Super Expo Tōkyō 2010.

## Synopsis
Haru Irei est un jeune garçon adepte de la saga Gundam ; il tombe ainsi sous le charme des maquettes de robots de la franchise, mais il ne trouve en magasin qu'un robot inconnu, le Beginning Gundam, qu'il assemble avec son ami Kenta Sakazaki. Ce dernier l'entraîne alors dans un tournoi de Gunpla, durant lequel les participants s'affrontent via un simulateur de combat qui permet de virtuellement prendre les commandes de sa maquette dans un environnement 3D. 

## Personnages
- Haru Irei (イレイ・ハル, Irei Haru?), jeune fan de Gundam mais novice dans l'art d'assembler des maquettes.
- Rina Noyama (ノヤマ・リナ, Noyama Rina?), meilleure amie de Haru Irei.
- Kenta Sakazaki (サカザキ・ケンタ, Sakazaki Kenta?), lui aussi adepte des Gunpla mais maîtrisant bien plus le sujet que son ami Haru Irei.
- Koji Matsumoto (コウジ・マツモト, Kouji Matsumoto?), premier ennemi affronté par Haru, sa maquette étant un Nu Gundam.
- Boris Schauer (ボリス・シャウアー, Borisu Shaua?), garçon un peu prétentieux, mais qui semble jouir d'une certaine renommée dans le milieu.

## Fiche technique
- Origine :  Japon
- Format : 3 OAV

Équipe de réalisation
- Œuvre originale : Hajime Yatate et Yoshiyuki Tomino
- Réalisateur : Kou Matsuo
- Scénariste : Yousuke Kuroda
- Conception des mechas : Atsushi Shigeta, Junichi Akutsu, Kanetake Ebikawa et Kunio Ōkawara
- Conception des personnages : Kaichiro Terada
- Studio : Sunrise

Doublage
- Tsubasa Yonaga : Haru Irei
- Daisuke Namikawa : Boris Shower
- Hiroshi Kamiya : Kowaji Matsumoto
- Mariya Ise : Rina Noyama
- Nobuhiko Okamoto : Kenta Sakazaki
- Hiroki Takahashi : gérant du magasin de Gunpla

## Liste des épisodes
| No | Titre français              | Titre japonais                  | Titre japonais              | Date de 1re diffusion |
| No | Titre français              | Kanji                           | Rōmaji                      | Date de 1re diffusion |
| -- | --------------------------- | ------------------------------- | --------------------------- | --------------------- |
| 1  | Partie A : Beginning Gundam | パーツA「ビギニング ガンダム」  | Paata A : Biginingu Gandamu | 10 août 2010          |
| 2  | Partie B : Forever Gundam   | パーツB「フォーエバーガンダム」 | Paata B : foe ba Gandamu    | 31 octobre 2010       |
| 3  | Partie C : Beginning 30     | パーツC「ビギニング30」         | Paata C : beginingu 30      | 19 décembre 2010      |